# 36 Crazyfists
36 Crazyfists var ett post-hardcore/metalcore/nu-metal band från Anchorage, Alaska i USA. Deras senaste skivbolag var Spinefarm Records. Bandet har sedan 2021 informellt förklarats som avslutad av gitarristen Steve Holt.

## Musik
36 Crazyfists har oftast beskrivits som obeskrivliga då deras musik är, om inte banbrytande originell, så mycket olik den metalcore och nu-metal som spelas idag. Bäst beskrivet som en blandning mellan post-hardcore och alternativ metal, deras musik blandar känslosamma och kraftfulla melodier med mer aggressiva stycken, något som reflekteras i sången med dess blandning av skrik och sång.

## Samarbeten

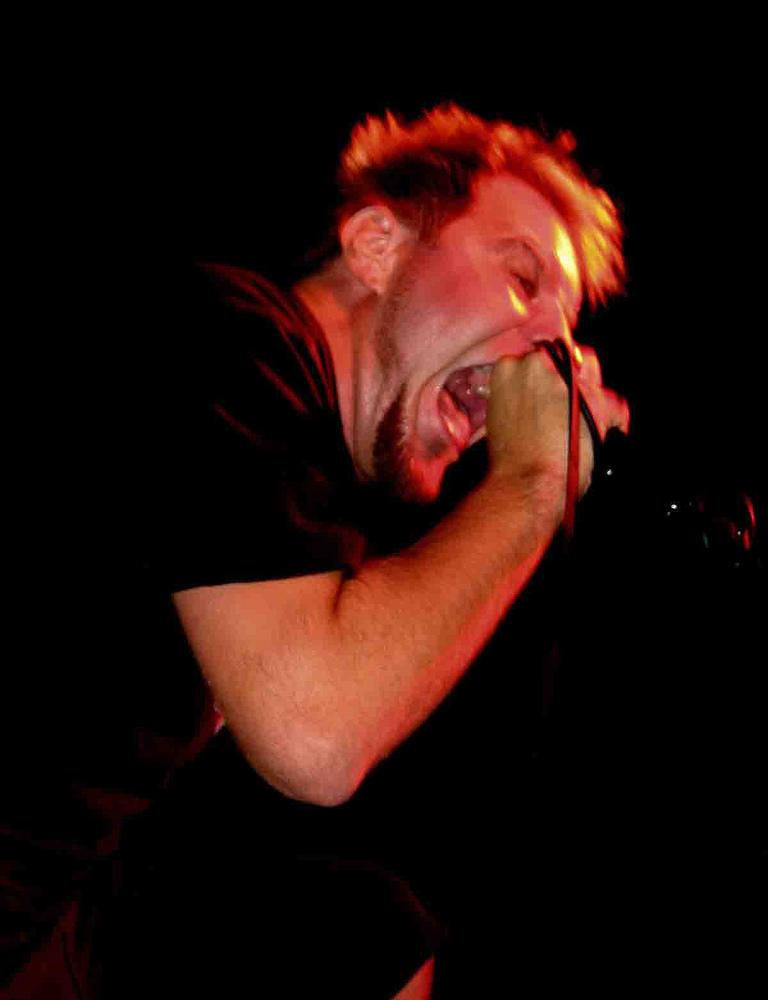
Brock Lindow, sångare i 36 Crazyfists

- 36 Crazyfists sångare har spelat in sång på spåret "Beauty Through The Eyes of A Predator", på Demon Hunter's album Summer of Darkness.
- Howard Jones från Killswitch Engage medverkade som sångare på spåret "Elysium" på albumet Rest Inside The Flames.
- Tom Gomes från Killswitch Engage medverkade även han som trummis på spåret "We Can Not Deny" på albumet Rest Inside The Flames.
- Jonah Jenkins från Only Living Witness medverkar som sångare på spåret "We Can Not Deny" på albumet Rest Inside The Flames.
- Carl Severson från Nora medverkar som sångare på spåret "One More Word" från deras debutalbum Bitterness The Star.
- Steev Esquivel från Skinlab medverkar som sångare på spåret "Bury Me Where I Fall" från deras debutalbum Bitterness The Star.

## Medlemmar
Nuvarande medlemmar
- Brock Lindow – sång (1994– )
- Steve Holt – gitarr (1994– )
- Mick Whitney – basgitarr (1996–2008, 2012– )
- Kyle Baltus – trummor (2012– )

Tidigare medlemmar
- J.D. Stuart – basgitarr (1994–1996; död 1996)
- Ryan Brownell – gitarr (1994–1996)
- Thomas Noonan – trummor (1994–2012)
- Brett "Buzzard" Makowski – basgitarr (2008–2012)

## Diskografi
Demo
- The Boss Buckle EP (1995)
- Suffer Tree (EP) (1997)
- Demo '99 (1999)

Studioalbum
- In The Skin (1997)
- Bitterness The Star (2002)
- A Snow Capped Romance (2004)
- Rest Inside The Flames (2006)
- The Tide And Its Takers (2008)
- Collisions and Castaways (2010)
- Time and Trauma (2015)
- Lanterns (2017)

EP
- Boss Buckle EP (1995)
- Suffer Tree (1997)
- Demo '99 (1999)
- The Oculus (2008)

Singlar
- "Slit Wrist Theory" (2002)
- "At the End of August" (2004)
- "Bloodwork" (2004)
- "Destroy the Map" (2004)
- "I'll Go Until My Heart Stops" (2006)
- "Midnight Swim" (2006)
- "Absent Are the Saints" (2008)
- "We Gave It Hell" (2008)
- "Reviver" (2010)
- "Also Am I" (2014)
- "Swing the Noose" (2015)
- "Death Eater" (2017)
- "Better to Burn" (2017)
- "Wars to Walk Away From" (2017)

Video
- Underneath a Northern Sky (DVD) (2009)